# Manuel Delgado Ximenes

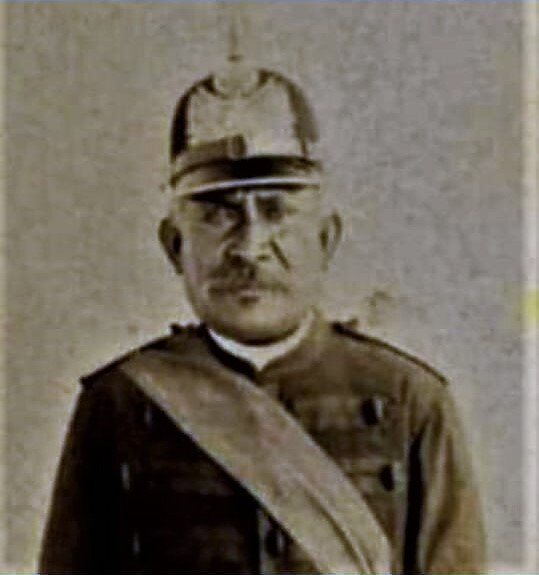
Manuel Delgado Ximenes (1890)

Manuel Caetano Delgado Ximenes war ein timoresischer Adliger im portugiesischen Teil der Insel.
Von 1879 bis 1881 war er zunächst Liurai von Motael, dem timoresischen Reich, in dem sich die portugiesische Kolonialhauptstadt Dili befand und als enger Verbündeter der Portugiesen galt. Die Portugiesen, die den Herrschern Timors entsprechend ihres Status militärische Ränge verliehen, gaben Ximenes den Titel Colonel Regente.
In der Gerichtsverhandlung gegen Manuel dos Remédios, dem Liurai von Laleia, der gegen die Portugiesen rebelliert hatte, trat Ximenes als Zeuge auf. Zuvor hatte Pater João Gomes Ferreira, der Pfarrer von Dili erklärt, ihn hätten Einheimische berichtet, Remédios habe mit eigener Hand 18 Männer und Frauen als Hexer getötet. Der Missionar sah dies als eine Beleidigung der katholischen Religion und als abergläubische Barbarei an. Eine dieser einheimischen Quellen war Ximenes. Doch als dieser vor Gericht befragt wurde, erklärte Ximenes, so sehr er auch den Pater bewundere, er wisse von nichts und habe auch nichts zu sagen. Remédios wurde vom Gericht in Dili von der Schuld an dem Krieg aus Mangel an Beweisen freigesprochen.
1882 ernannte Gouverneur von Portugiesisch-Timor Bento da França Pinto de Oliveira (1882–1883) Ximenes zum Colonel Regente von Laleia, bis die Einheimischen selbst einen neuen Liurai gewählt hätten. Manuel dos Remédios war ein Jahr vorher verstorben, hatte keine Söhne und die weiblichen Erben wollten nicht regieren. Ximenes galt trotz seiner Gedächtnislücken im Prozess von 1880 als Feind der Familie des alten Herrschers, so dass seine Ernennung sehr provokativ war, selbst nur für eine Übergangslösung. Doch Ximenes hatte im portugiesischen Militär eine Reihe von Unterstützern. So kam es zu kleineren Unruhen. Schließlich sollte Dom Feliciano Ribeiro Pires neuer Liurai werden, doch noch immer sperrten sich die Verbündeten von Ximenes. Letztendlich wurde Ximenes ausbezahlt, indem man ihm zum Liurai von Baucau machte. Es gibt widersprüchliche Angaben, ob dies 1884 oder 1887 geschah. Ximenes regierte bis nach 1893. Nach seinem Tod wurde 1899 Francisco da Costa Freitas, ein Adliger von Vemasse, sein Nachfolger in Baucau.